# Poecilia
Poecilia je rod slatkovodnih riba iz porodice Poeciliidae. Sve ribe iz ovog roda, izuzev gupija i endlerovog gupija, još se nazivaju molijima. U prošlosti je ovaj rod bio podijeljen na rod Mollienesia i rod Lebistes.
Ime roda, Poecilia, izvedeno je od grčke riječi ποικίλος što znači "raznolik", a odnosi se na varijabilne sposobnosti riba ove vrste. Endlerov gupi i obični gupi mogu se međusobno križati, kao i svi moliji, što dovodi do raznolikosti boja i oblika tijela riba. Nije poznata mogućnost međusobnog kržanja gupija i molija.
Izuzev dvije ugrožene vrste, ribe ovoga roda, kao i ostale živorotke, ekološki su opasne invazivne vrste.

## Vrste
Rod Poecilia sačinjavaju 40 vrste riba
1. Poecilia boesemani Poeser, 2003
2. Poecilia butleri Jordan, 1889, pacifički moli
3. Poecilia catemaconis Miller, 1975
4. Poecilia caucana (Steindachner, 1880)
5. Poecilia caudofasciata (Regan, 1913)
6. Poecilia chica Miller, 1975, patuljasti molly,
7. Poecilia dauli Meyer & Radda, 2000
8. Poecilia dominicensis (Evermann & Clark, 1906)
9. Poecilia elegans (Trewavas, 1948) elegantni moli
10. Poecilia formosa (Girard, 1859). amazonski moli,
11. Poecilia gillii (Kner, 1863)
12. Poecilia hispaniolana Rivas, 1978 hispanijski moli
13. Poecilia hondurensis Poeser, 2011
14. Poecilia kempkesi Poeser, 2013
15. Poecilia koperi Poeser, 2003
16. Poecilia kykesis 	Poeser, 2002
17. Poecilia latipinna (Lesueur, 1821).
18. Poecilia latipunctata Meek, 1904 , točkasti moli
19. Poecilia marcellinoi Poeser, 1995
20. Poecilia maylandi Meyer, 1983
21. Poecilia mechthildae Meyer, Etzel & Bork, 2002
22. Poecilia mexicana Steindachner, 1863., meksički moli
23. Poecilia nicholsi (Myers, 1931)
24. Poecilia obscura Schories, Meyer & Schartl, 2009
25. Poecilia orri Fowler, 1943, mangrovski moli
26. Poecilia parae Eigenmann, 1894
27. Poecilia petenensis Günther, 1866. Günther, 1866 , petenov moli,
28. Poecilia reticulata Peters, 1859. Peters, 1859, gupi
29. Poecilia rositae 	Meyer, Schneider, Radda, Wilde & Schartl, 2004 [2]
30. Poecilia salvatoris Regan, 1907.
31. Poecilia sarrafae Bragança & Costa, 2011
32. Poecilia sphenops Valenciennes, 1846, moli ili crni moli
33. Poecilia sulphuraria (Álvarez, 1948)
34. Poecilia teresae Greenfield, 1990  planinski moli
35. Poecilia vandepolli Van Lidth de Jeude, 1887
36. Poecilia velifera (Regan, 1914).(Regan, 1914), velifera
37. Poecilia vivipara Bloch & Schneider, 1801.
38. Poecilia waiapi Bragança, Costa & Gama, 2012
39. Poecilia wandae Poeser, 2003
40. Poecilia wingei Poeser, Kempkes & Isbrücker, 2005 , Endlerov gupi.[3]

Sinonimi:
- Poecilia amazonica Garman, 1895 = 	Poecilia parae Eigenmann, 1894